# Parkfriedhof Heiligenstock

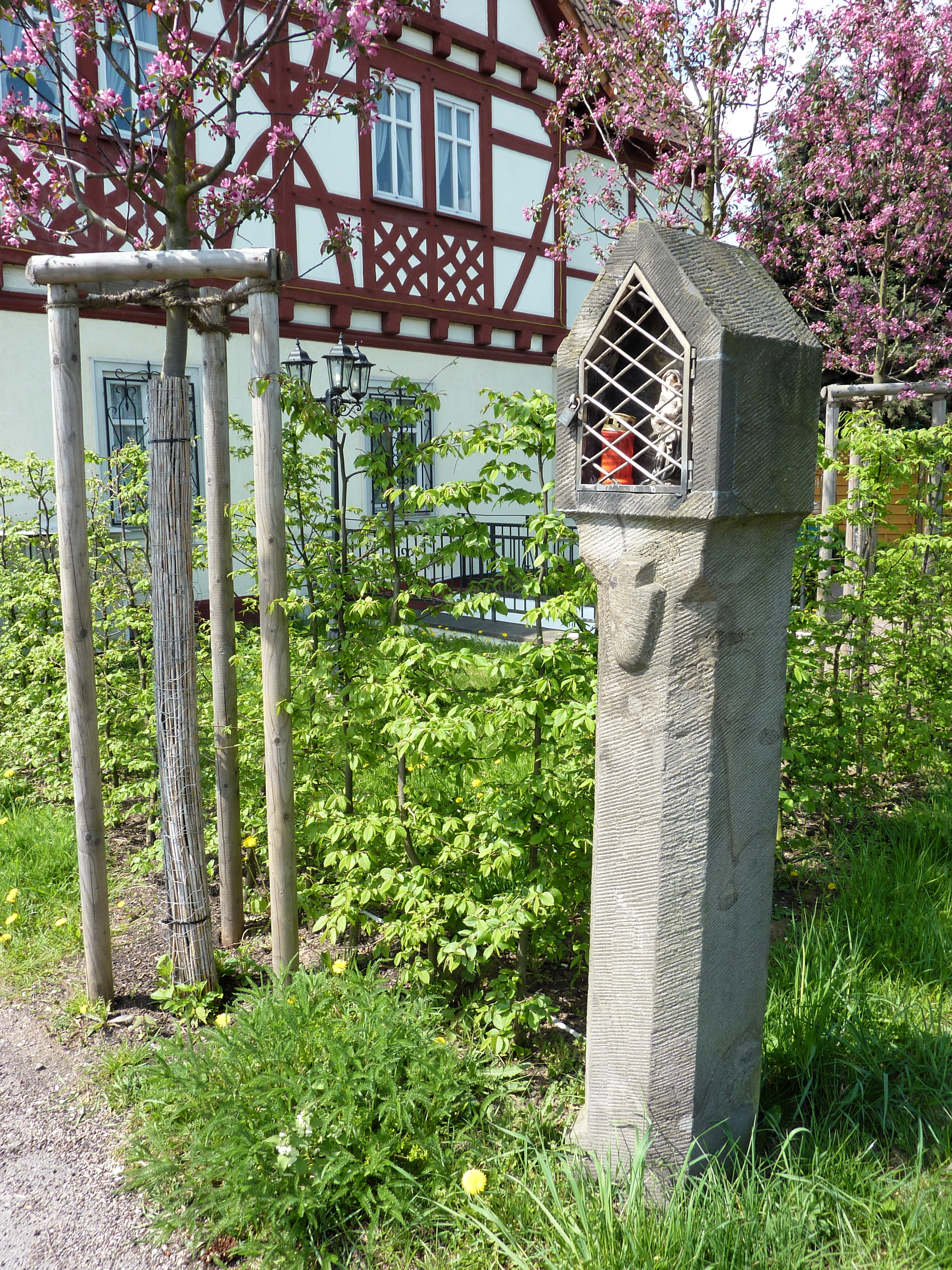
Der dem Friedhof und dem benachbarten Gelände namensgebende Bildstock am Alten Zollhaus an der Friedberger Landstraße

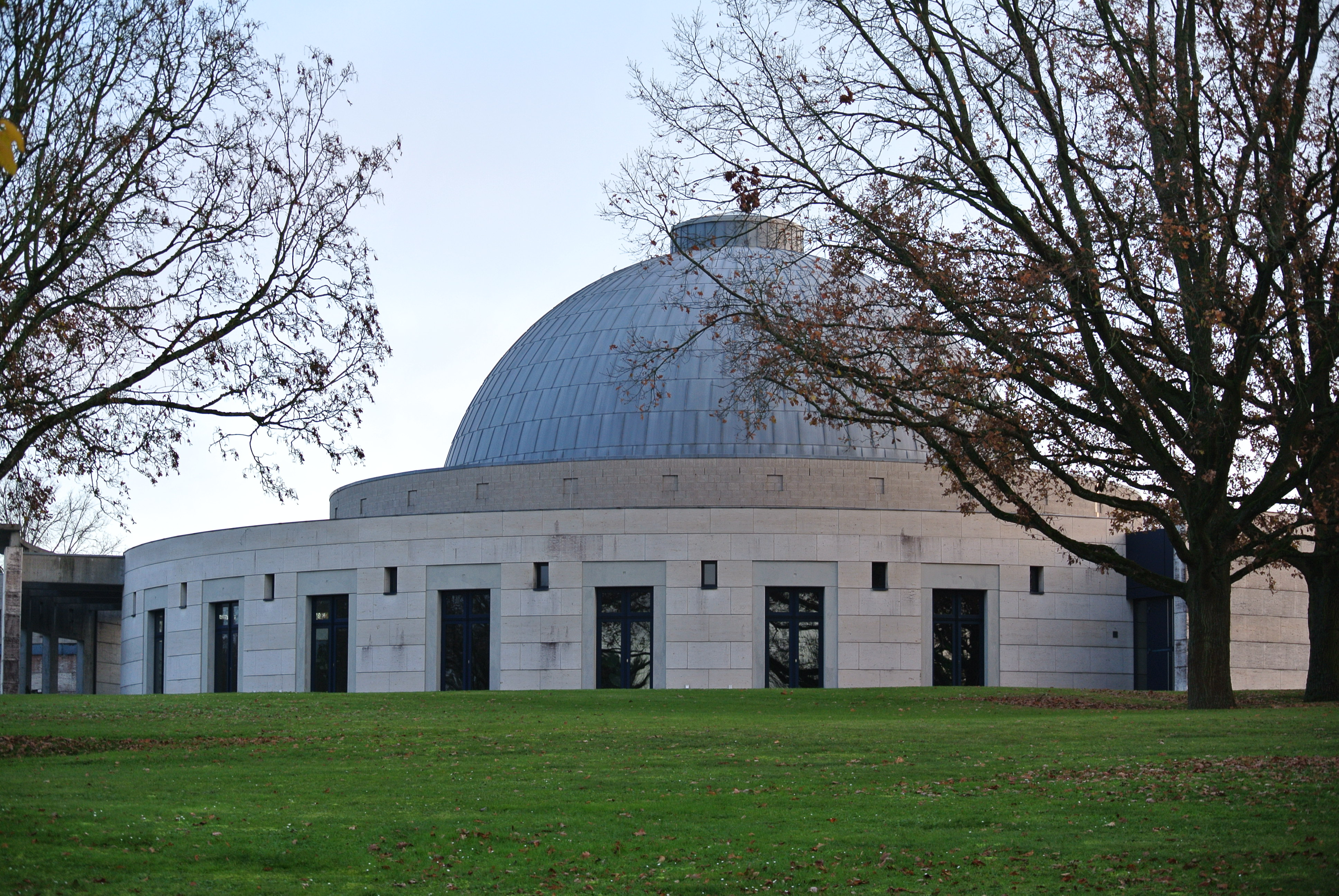
Trauerhalle / Kapelle

Der Parkfriedhof Heiligenstock ist ein städtischer Friedhof in Frankfurt am Main. Er liegt im Nordosten des Frankfurter Stadtgebiets, am nördlichen Rand des namensgebenden Hochplateaus Heiligenstock auf dem Höhenzug Berger Rücken, unmittelbar an der Stadtgrenze zu Bad Vilbel und seinem Stadtteil Heilsberg.

## Charakterisierung
Das 17,38 Hektar große Gelände ist als Parkfriedhof konzipiert, der sich gestalterisch an das typische Erscheinungsbild eines Waldes aus Eichen (Quercus) und Hainbuchen (Carpinus betulus) anlehnt. Dominierendes Bauwerk ist eine moderne Friedhofshalle mit Kuppeldach und einem Oberlicht von vier Metern Durchmesser sowie einer Kapelle nach einer Planung von Professor Max Bächer aus Darmstadt. Die Kuppel ist mit vorbewittertem blau-grauen Zink verkleidet. Das Anfang der 1990er Jahre entstandene Friedhofsgelände erlaubt einen freien Ausblick auf den Taunus.
Die Anlage dient als Entlastung des Frankfurter Hauptfriedhofes und ist seit 1996 dafür vorbereitet, sowohl Angehörige christlichen wie auch islamischen Glaubens auf unterschiedlichen Gräberfeldern aufzunehmen. Auf ein gegenständliches christliches Kreuz wird daher verzichtet, lediglich in der Kuppelhalle entsteht ein optisches Kreuz, sobald die Eingangstür geschlossen wird. Für die nach islamischem Ritus übliche Waschung des Leichnams ist ein eigener Raum vorgesehen, die Muslime werden während der Beisetzung mit dem Gesicht gen Mekka ausgerichtet.
Der Unterschied der Begräbnistraditionen zwischen Christentum und Islam wird auf den Gräberfeldern deutlich. Zudem sind die Herkunftsländer der Muslime sehr verschieden, so dass deren jeweilige Kultur mit in die Gestaltung der Grabsteine einfließt. Die Gewanne 8 und 10 sind den Muslimen vorbehalten, die sich hier beerdigen lassen wollen, mit steigender Tendenz, wenn es auch die Mehrheit immer noch vorzieht, in ihrem Heimatland beigesetzt zu werden.

## Geschichte
Bevor das Areal mit dem Baubeginn 1989 (Fertigstellung: 1992) als Parkfriedhof umgewidmet wurde, beherbergte es die Anlagen des früheren Großsenders Heiligenstock (1926–1967) und des daneben liegenden DENA-Senders (1947) der Deutschen Nachrichtenagentur. Das Gelände war daher teil- und zeitweise militärisches Sperrgebiet, sowohl während des Zweiten Weltkrieges als auch zur Zeit der US-amerikanischen Besatzung. Relikte der 1967 durch den neuen Sender Weiskirchen ersetzten Anlage können noch besichtigt werden.
Direkt hinter der heutigen Friedhofsanlage, auf Berkersheimer Gemarkung, befand sich in den Jahren von 1929 bis 1935 ein Konzentrationslager für Sinti und Roma, schon in der Zeit der Weimarer Republik als solches bezeichnet. Seine Einrichtung beruht auf einem Beschluss der Frankfurter Stadtverordnetenversammlung vom 6. Dezember 1928. Im Lager sollten all jene dieser Volksgruppen konzentriert werden, die bislang in den verschiedenen Frankfurter Stadtteilen in Wohnwagen lebten. Die Wahl des abgelegenen Platzes sollte eine baldige Abreise der Betroffenen über die preußisch-hessische Grenze in Richtung Bad Vilbel nahelegen. Denn die ehemalige Freie Stadt Frankfurt gehörte von 1866 bis 1945 mit Kurhessen (Hessen-Kassel) und Nassau zur preußischen Provinz Hessen-Nassau und Bad Vilbel zur hessen-darmstädtischen Provinz Oberhessen. Unter nationalsozialistischer Herrschaft wurde in der Folge das Zwangslager in der Fechenheimer Dieselstraße eingerichtet, später ersetzt durch das Zwangslager in der Seckbacher Kruppstraße.

## Grabstätten von Persönlichkeiten

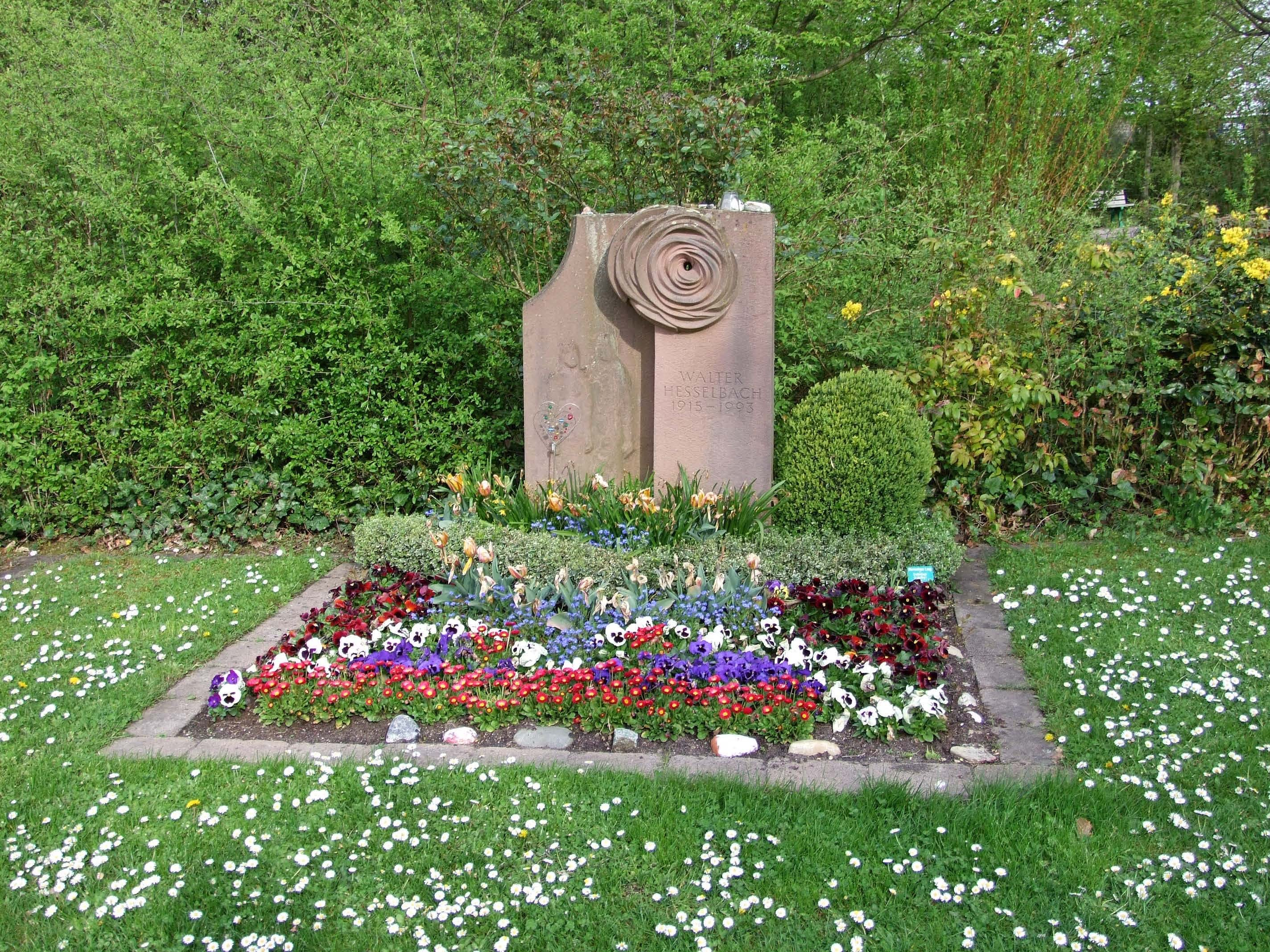
Grabstätte Walter Hesselbach (1915–1993) auf dem Parkfriedhof Heiligenstock, Gewann 1, Nr. 316–317

- Walter Hesselbach (1915–1993), Bankier und Sozialpolitiker, Mitglied des Frankfurter Stadtrates, Vorstandsmitglied der Landeszentralbank Hessen, Vorstandsvorsitzender der Bank für Gemeinwirtschaft (BfG), Vorstandsvorsitzender der Gewerkschaftsholding BGAG, Vorsitzender des deutsch-israelischen Wirtschaftsvereins, Ehrenvorsitzender der Deutsch-Israelischen Gesellschaft

## Lage
Der Parkfriedhof Heiligenstock befindet sich im Nordosten Frankfurts, dicht an der Stadtgrenze. Der größere südliche Teil liegt innerhalb der Gemarkung des Stadtteils Seckbach, der kleinere nördliche Teil auf der des Stadtteils Berkersheim. Gleichzeitig grenzt ein Eckstück des Friedhofes an die Gemarkung der Stadt Bad Vilbel (Wetteraukreis).
Der Friedhof wird vom Heiligenstockweg und der Friedberger Landstraße begrenzt. Letztere geht auf der Höhe des Friedhofes in die Alte Frankfurter Straße des Ortsteiles Heilsberg von Bad Vilbel über.

## Verkehrsanbindung
Mit dem Kraftfahrzeug gelangt man von Frankfurt kommend über die Friedberger Landstraße in Richtung Bad Vilbel zum Parkplatz des Parkfriedhofes Heiligenstock, indem man dem beschilderten Abzweig nach Bad Vilbel-Heilsberg folgt. Mit dem öffentlichen Personennahverkehr (ÖPNV) kann man mit der RMV-Buslinie 30 bis zur Haltestelle Parkfriedhof fahren.